# 国際体操連盟
国際体操連盟（こくさいたいそうれんめい、フランス語: Fédération Internationale de Gymnastique 略称:FIG）は、体操競技・新体操・トランポリン・エアロビック・スポーツアクロバット・パルクールら体操の国際競技連盟。1881年7月23日にベルギーのリエージュでヨーロッパ体操連盟として設立。1921年までには非欧州諸国が加盟されたため、記事名の名称になった。

## 概要
男女の体操競技、新体操、トランポリン、エアロビック、スポーツ・アクロバット、パルクールを統括する。また競技のルール、技の難易度を定める。
また、オリンピックにおける年齢要件についても定めている。また2019年からはそれまで存在されなかったジュニア世代の世界選手権の開催が行われるようになった。
2014年時点で世界141カ国の連盟が加盟している。また、世界4大陸（ヨーロッパ、アジア、パンアメリカン、アフリカ）に大陸別連盟が存在する。

## 主催大会
- オリンピック
- ワールドゲームズ
- 世界体操競技選手権
- 世界ジュニア体操競技選手権
- 世界新体操選手権
- 世界ジュニア新体操選手権
- 世界トランポリン競技選手権
- 体操ワールドカップ